# Parc national de Sirohi
Le parc national de Sirohi est situé dans l'État du Manipur en Inde.